# 13358 Revelle
13358 Revelle eller 1998 TA34 är en asteroid i huvudbältet som upptäcktes den 14 oktober 1998 av LONEOS vid Anderson Mesa Station. Den är uppkallad efter Douglas O. ReVelle.
Asteroiden har en diameter på ungefär 7 kilometer och den tillhör asteroidgruppen Eunomia.